# Ardisia glomerata
Ardisia glomerata é uma espécie de planta da família Myrsinaceae. É endêmica do Panamá.